# Henriette Sjöberg
Wilhelmina Henrietta (Henriette) Sofia Sjöberg, född den 6 april 1842 i Linköping, död den 6 februari 1915 i Stockholm, var en svensk målare, grafiker och teckningslärare.
Familjen Sjöberg flyttade redan i hennes barndomsår till Stockholm där hon kom att växa upp. Hon studerade akvarellmåleri för Johan Blackstadius vid Slöjdskolan i Stockholm. Efter sin utbildning arbetade hon först för litografen CF Ström och senare under en följd av år vid Höglinds litografiska anstalt där hon fick utföra arbeten åt botanikern Nils Johan Andersson. Efter att hon studerat måleri för Amanda Andersson övergick hon senare till måleriet som kom att bli hennes huvudsakliga konstform i fortsättningen. 
På uppdrag från Lantbruksakademien utförde hon mellan 1869 till 1896 omkring 700  avbildningar i akvarell av i Sverige odlade växter, för vilka hon 1886 belönades med guldmedalj och vid en utställning i Wien belönades hon med ett hedersdiplom. Planscherna var en viktig del av ett storslaget projekt "Svenska kulturväxter" som aldrig kom att slutföras eller publiceras. De kvarlämnade akvarellerna, varav 737 finns bevarade, ingick under lång tid i Lantbruksakademiens museum vars samling år 1969 införlivades i Nordiska museets samling.  Hon utförde dessutom en mängd andra växt- och fruktmålningar för Svenska trädgårdsföreningens tidskrift och för planschverket "Svenska fruktsorter". Hennes väggtavlor för skolundervisningen visades på Stockholmsutställningen 1897 och Parisutställningen 1900. Hennes botaniska målningar har blivit högt värderade, även utanför Sverige. Hon var även teckningslärare i sitt fack vid Lantbruksakademiens trädgårdsskola. 
Sjöberg är representerad vid Nationalmuseum i Stockholm, Göteborgs stadsmuseum, Malmö museum, Nordiska museet och Sörmlands museum.
Henriette Sjöberg är begravd på Norra begravningsplatsen utanför Stockholm.

## Digitaliserade verk
Flera av Sjöbergs verk finns digitaliserade och fritt tillgängliga på internet:
- Kungliga biblioteket har digitaliserat flera av Sjöbergs skolplanscher från serien "Botaniska väggtavlor" ("Botaniska väggtaflor"). Dessa finns tillgängliga genom biblioteksdatabasen Libris (https://libris.kb.se/).
- Nordiska museet har digitaliserat Sjöbergs illustrationer av kulturväxter från det ofullbordade projektet "Svenska kulturväxter". Dessa finns tillgängliga genom Digitalt Museum (https://digitaltmuseum.se/).
- Sjöbergs illustrationer från boken "Svenska fruktsorter i färglagda avbildningar", upplaga från 1924 ("Svenska fruktsorter i färglagda afbildningar", upplaga från 1912) finns digitaliserade i Wikimedia Commons.